# Starboy (canción)
«Starboy» — en español: «Chico Estrella» — es una canción grabada por el cantante canadiense The Weeknd para su tercer álbum de estudio homónimo, en colaboración con el dúo francés de música electrónica Daft Punk. Los artistas coescribieron la canción junto a Doc McKinney y Henry Walter. Daft Punk maneja la mayor parte de la producción de la canción, con McKinney y Cirkut como coproductores. Fue lanzado el 21 de septiembre de 2016, por XO y Republic Records, y sirve como el primer sencillo del álbum.
En mayo de 2017 el vídeo de la canción, en la plataforma en Youtube alcanzó los mil millones de reproducciones. La canción fue interpretada durante el espectáculo de medio tiempo del Super Bowl LV el 7 de febrero de 2021.

## Antecedentes y composición
"Starboy" fue lanzado el 21 de septiembre de 2016, tras el anuncio del álbum y la portada un día antes.  La canción está escrita en la tonalidad de la menor.
Líricamente, "Starboy" incorpora los temas de la extravagancia asociada con un estilo de vida de celebridades, así como la discusión de cómo su estilo de vida puede hacer a un artista frágil.

## Lista de canciones
| Descarga digital |           |          |  |
| N.º              | Título    | Duración |  |
| 1.               | «Starboy» | 3:50     |  |

| Descarga digital – Kygo Remix |                        |          |  |
| N.º                           | Título                 | Duración |  |
| 1.                            | «Starboy» (Kygo remix) | 4:04     |  |

| Sencillo en CD Alemán |                      |          |  |
| N.º                   | Título               | Duración |  |
| 1.                    | «Starboy» (explicit) | 3:50     |  |
| 2.                    | «Starboy» (clean)    | 3:50     |  |

## Rendimiento comercial
La canción alcanzó el número uno en Francia, al mismo tiempo que también se posicionaba dentro de los diez primeros lugares en diversos países, entre ellos Australia, Suecia, el Reino Unido y su natal Canadá. En los Estados Unidos, "Starboy" debutó en el número 40 en el Billboard Hot 100. El sencillo abrió en el número 22 en Digital Songs con 28.000 descargas, y abrió en el número 37 después en su primera semana al aire en Radio Songs, lo que equivale a alrededor del 36 millones de reproducciones en total. La canción también se convirtió en la cuarta entrada al top 40 de Daft Punk.
A la semana siguiente, "Starboy" saltó 37 posiciones para alcanzar el número tres, convirtiéndose en el quinto top 10 de The Weeknd y el segundo de Daft Punk . Además, "Starboy" hizo el segundo salto más grande en el Hot 100 entre los cinco primeros, ya que "Bad Blood" de Taylor Swift saltó 52 espacios en junio de 2015. "Starboy", además, aumentó del 12-1 en el Billboard Hot R & B / Hip-Hop Songs, donde se convirtió en el cuarto N.º 1 de The Weeknd, así como el primero de Daft Punk.

## Posicionamiento
| Lista(2016–17)                         | Mejor posición |
| -------------------------------------- | -------------- |
| Argentina (Monitor Latino)             | 7              |
| Australia (ARIA)                       | 2              |
| Austria (Ö3 Austria Top 40)            | 8              |
| Bélgica (Flandes) (Ultratop 50)        | 2              |
| Bélgica (Valonia) (Ultratop 50)        | 1              |
| Canadá (Canadian Hot 100)              | 1              |
| Colombia (National-Report)             | 62             |
| República Checa (Rádio Top 100)        | 24             |
| Dinamarca (Tracklisten)                | 1              |
| Finlandia (OFC)                        | 3              |
| Francia (SNEP)                         | 1              |
| Alemania (Media Control AG)            | 3              |
| Greece (IFPI Greece)                   | 1              |
| Hungría (Rádiós Top 40)                | 5              |
| Hungría (Single Top 40)                | 6              |
| India (Radio Mirchi Angrezi Top 20)    | 2              |
| Irlanda (IRMA)                         | 2              |
| Israel (Media Forest)                  | 1              |
| Italy (FIMI)                           | 6              |
| Japón (Japan Hot 100)                  | 67             |
| Mexico Ingles Airplay (Billboard)      | 1              |
| Países Bajos (Dutch Top 40)            | 1              |
| Países Bajos (Mega Single Top 100)     | 1              |
| Nueva Zelanda (Recorded Music NZ)      | 1              |
| Noruega (VG-lista)                     | 1              |
| Polonia (Polish Airplay Top 100)       | 35             |
| Romania (Media Forest)                 | 6              |
| Russia Airplay (Tophit)                | 7              |
| Escocia (Scottish Singles Sales Chart) | 6              |
| Eslovaquia (Rádio Top 100)             | 24             |
| Slovenia (SloTop50)                    | 25             |
| España (Top 100 Canciones)             | 16             |
| Spain (LOS40)                          | 1              |
| Suecia (Sverigetopplistan)             | 1              |
| Suiza (Schweizer Hitparade)            | 2              |
| Reino Unido (UK Singles Chart)         | 2              |
| Estados Unidos (Billboard Hot 100)     | 1              |
| Estados Unidos (Adult Contemporary)    | 26             |
| Estados Unidos (Adult Top 40)          | 10             |
| Estados Unidos (Hot Dance Club Songs)  | 2              |
| Estados Unidos (Hot R&B/Hip-Hop Songs) | 1              |
| Estados Unidos (Mainstream Top 40)     | 3              |

| Lista (2016)                         | Posición |
| ------------------------------------ | -------- |
| Australia (ARIA)                     | 23       |
| Australia Urban (ARIA)               | 1        |
| Austria (Ö3 Austria Top 40)          | 73       |
| Belgium (Ultratop Flanders)          | 37       |
| Belgium (Ultratop Wallonia)          | 61       |
| Canadá (Canadian Hot 100)            | 32       |
| Denmark (Tracklisten)                | 51       |
| Germany (Official German Charts)     | 49       |
| Netherlands (Single Top 100)         | 58       |
| New Zealand (Recorded Music NZ)      | 35       |
| Switzerland (Schweizer Hitparade)    | 66       |
| UK Singles (Official Charts Company) | 34       |
| US Billboard Hot 100                 | 58       |

## Certificaciones
| País           | Organismo certificador | Certificación | Ventas certificadas | Ref.   |
| -------------- | ---------------------- | ------------- | ------------------- | ------ |
| Alemania       | BVMI                   | Oro           | 200 000             | [ 69 ] |
| Australia      | ARIA                   | 3× Platino    | 210 000             | [ 70 ] |
| Bélgica        | BEA                    | Platino       | 30 000              | [ 71 ] |
| Brasil         | ABPD                   | 5× Platino    | 200 000             | [ 72 ] |
| Canadá         | Music Canada           | 3× Platino    | 300 000             | [ 73 ] |
| Dinamarca      | IFPI — Dinamarca       | Platino       | 60 000              | [ 74 ] |
| España         | PROMUSICAE             | Platino       | 40 000              | [ 75 ] |
| Francia        | SNEP                   | Platino       | 150 000             | [ 76 ] |
| Italia         | FIMI                   | 2× Platino    | 100 000             | [ 77 ] |
| México         | AMPROFON               | Platino + Oro | 90 000              | [ 78 ] |
| Noruega        | IFPI — Noruega         | 3× Platino    | 30 000              | [ 79 ] |
| Nueva Zelanda  | RMNZ                   | 2× Platino    | 60 000              | [ 80 ] |
| Reino Unido    | BPI                    | Platino       | 600 000             | [ 81 ] |
| Estados Unidos | RIAA                   | 2× Platino    | 1 199 000           | [ 83 ] |
| Suecia         | IFPI — Suecia          | 2× Platino    | 80 000              | [ 84 ] |

## Historial de lanzamientos
| Región         | Fecha                    | Formato                | Versión    | Discográfica(s) | Ref.   |
| -------------- | ------------------------ | ---------------------- | ---------- | --------------- | ------ |
| Todo el mundo  | 22 de septiembre de 2016 | Descarga digital       | Original   | XO Republic     | [ 85 ] |
| Italia         | 23 de septiembre de 2016 | Contemporary hit radio | Original   | Universal       | [ 86 ] |
| Reino Unido    | 23 de septiembre de 2016 | Contemporary hit radio | Original   | XO Republic     | [ 87 ] |
| Estados Unidos | 27 de septiembre de 2016 | Contemporary hit radio | Original   | XO Republic     | [ 88 ] |
| Estados Unidos | 27 de septiembre de 2016 | Rhythmic contemporary  | Original   | XO Republic     | [ 89 ] |
| Alemania       | 4 de noviembre de 2016   | CD                     | Original   | Republic        | [ 12 ] |
| Todo el mundo  | 11 de noviembre de 2016  | Descarga digital       | Kygo remix | XO Republic     | [ 90 ] |